# 雷蒙德·布朗 (篮球运动员)
雷蒙德·布朗（英語：Raymond Brown，1965年7月5日—），美国NBA联盟前职业篮球运动员。